# Kenshin-ryū
Kenshin-ryū es un estilo kobudō que se basa en el uso del bō que se enseña como estilo complementario del estilo shitō-ryū del karate. Como estilo complementario, es conocido en todo el Japón, Estados Unidos y Europa. Uno de los maestros primordiales es Akio Minakami.
En teoría, el kenshin-ryū fue el "arte de los campesinos", y consiste en varios bloqueos, ataques, embestidas, y evasiones.
Es, sin embargo, un estilo eficaz y potente que ofrece buenos fundamentos y kihon que son absorbidos fácilmente en el entrenamiento del kobudō con otros estilos.

## Técnicas básicas

### No categorizadas
- Kiti-kai k'osh (barrido de izquierda a derecha, presión hacia arriba de la mandíbula, golpe hacia abajo encima de la cabeza).
- 270 grados de giro hacia la izquierda.
- Empuje arriba.

### Barridas
- Barrido de la pierna atrás.
- Conexión del barrido de la pierna - dando un paso adelante.
- Conexión del barrido de la pierna - retrocediendo.

### Empujones
- Empuje adelante.
- Esquivaciones de empuje adelante.
- Empuje lateral abajo.
- Empuje abajo con la espalda.

### Bloqueos
- Bloqueo de empuje - adelante.
- Bloqueo de empuje - descendente.
- Bloqueo de rotación abajo.

### Golpes
- Golpe de rotación en la cabeza.
- Golpe de espada por encima - adelante.
- Golpe de rotación por encima - utilizado en cualquier dirección. En kata 90 grado a la derecha o 45 grados a la izquierda.
- Golpe/aplaste de clavícula, dando un paso adelante.
- Golpe/aplaste de clavícula, dando un paso atrás.
- Golpe seco, de derecha a izquierda.

## Kata
Hay cinco katas en el syllabus, aunque sólo a los tres primeros se les enseña generalmente fuera de Japón. Hay pequeñas variaciones de kata entre las escuelas que la enseñan.
- Shodan no koan
- Nidan no koan
- Kubo no koan
- Sanbon no koan
- 5.ª kata

- Datos: Q6391381